# Overdrive (Getriebe)

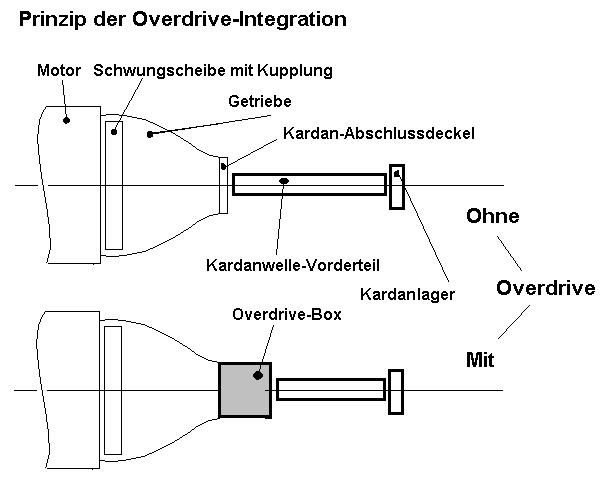
Overdrive-Prinzipanordnung

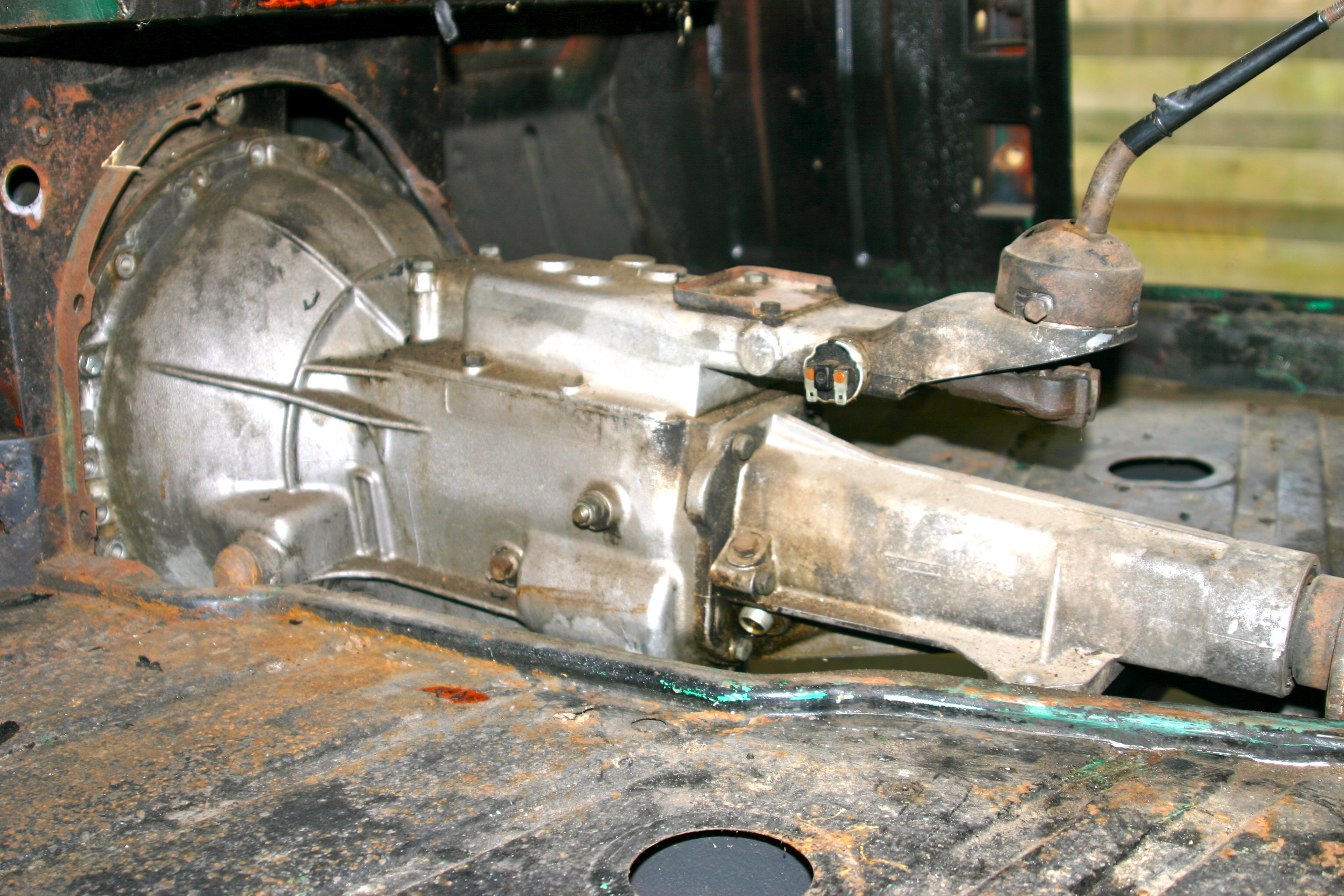
Getriebe ohne elektro-hydraulischen Overdrive (unter dem Schalthebel ein dünner Getriebehals zur Kardanwelle)

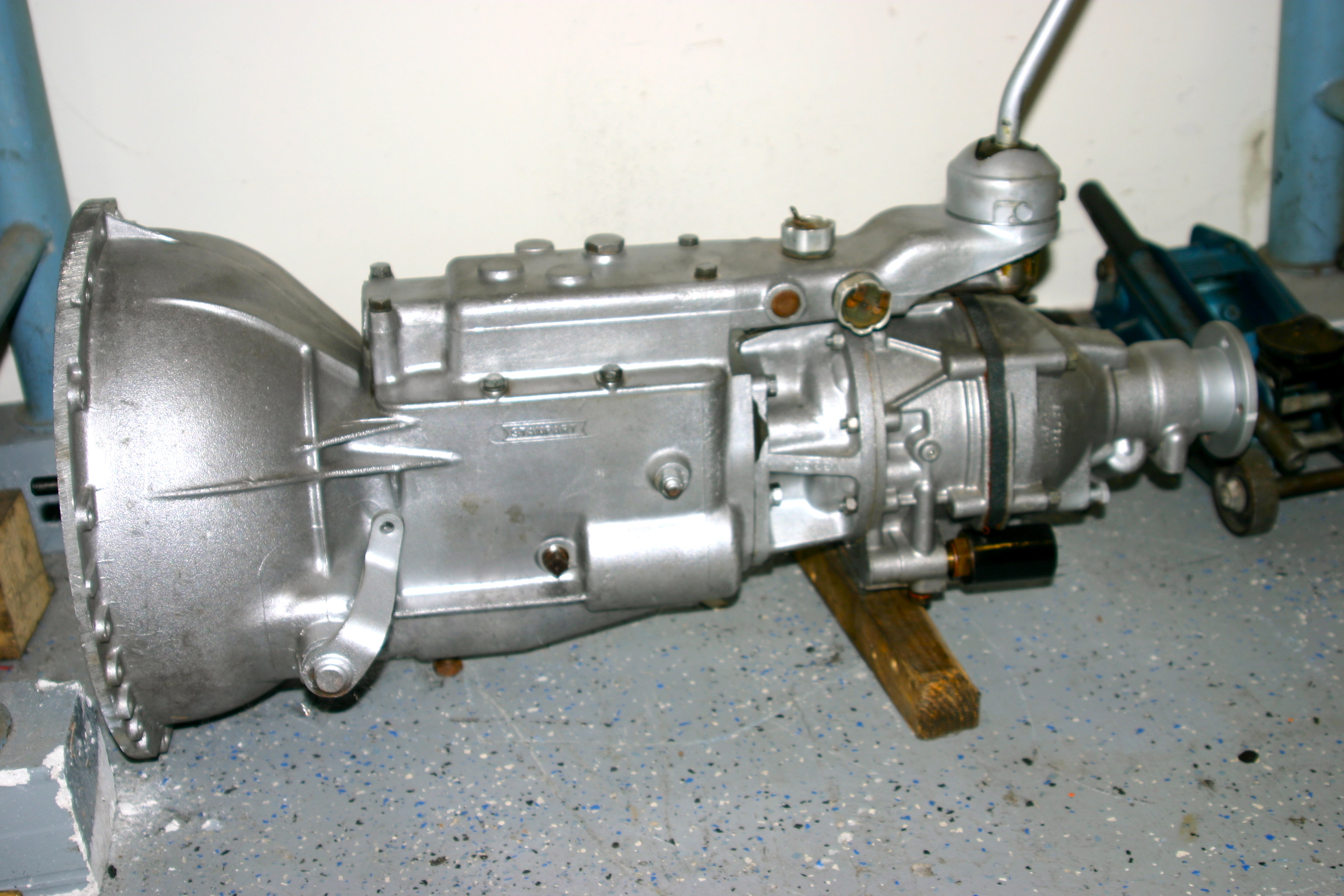
Das gleiche Getriebe mit elektro-hydraulischem Overdrive (zusätzliches Overdrivegehäuse anstelle des Getriebehalses)

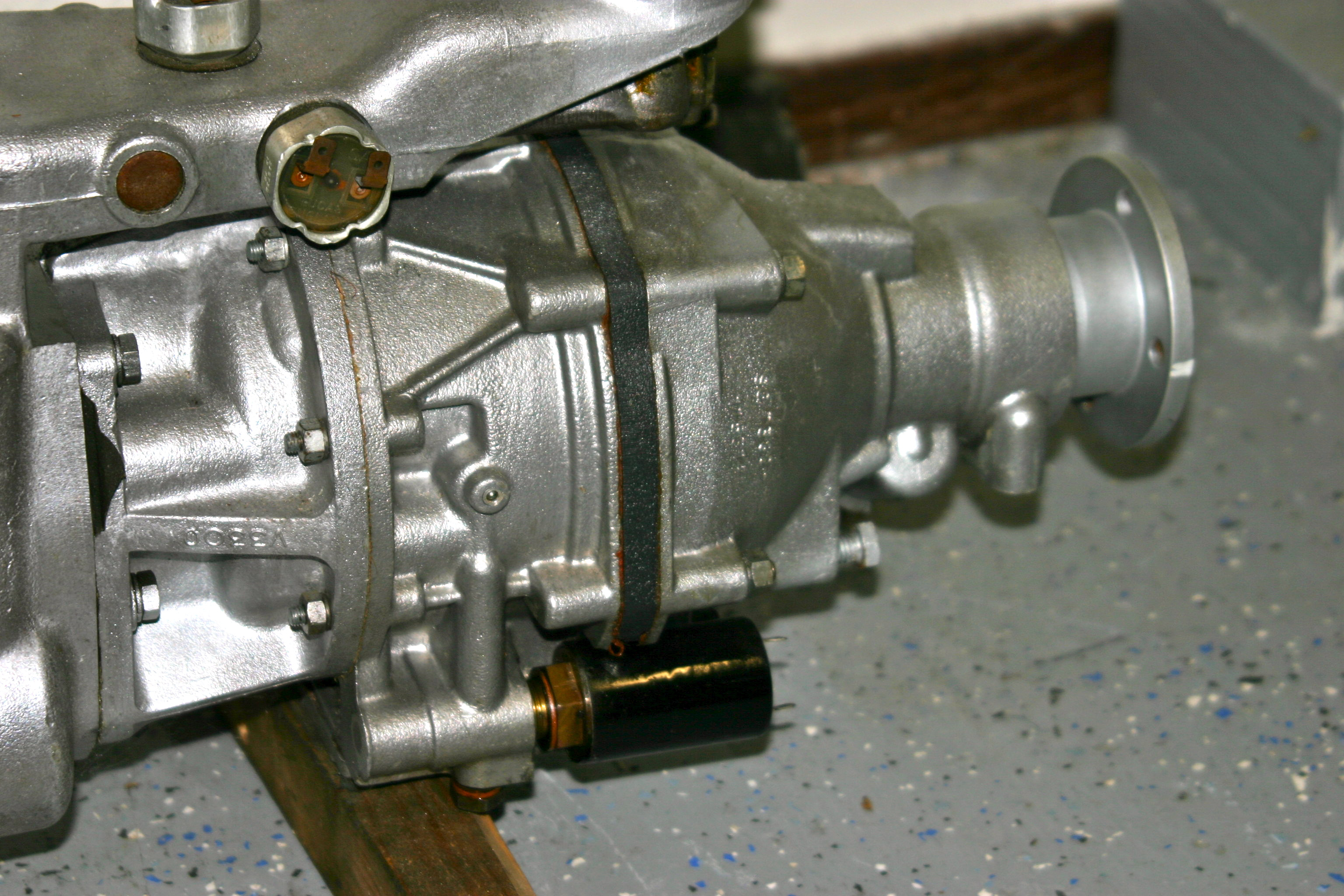
Overdrive-Einheit „J Type“ von Laycock

Overdrive ist die Bezeichnung eines Schongangs im Kraftfahrzeug-Getriebe, der eine Absenkung der für eine bestimmte Geschwindigkeit notwendigen Motordrehzahl (bei dadurch erhöhtem Drehmomentbedarf) bewirkt. Man könnte ihn aber auch nachgeschaltetes Zweiganggetriebe nennen. Overdrive ist ein eingetragenes Warenzeichen der BorgWarner Corporation.

## Funktion
Im engeren Sinn bezeichnet man mit Overdrive ein dem gewöhnlichen Getriebe nachgeschaltetes Planetengetriebe in einem eigenen Gehäuse, das elektrisch oder manuell – meistens zum dritten und vierten Gang – zugeschaltet wird. 
Dabei reduziert der Overdrive bei gleichbleibender Ausgangsdrehzahl und Fahrgeschwindigkeit die Eingangsdrehzahl – und somit die Motordrehzahl – zum Beispiel um 22 Prozent bei einigen Triumph- und MG-Modellen oder um 28 Prozent bei einigen Austin-Healey 3000 und Jaguar-Typen; diese Drehzahlabsenkung kann bei 130 km/h in der Größenordnung von 1000/min liegen. Durch die reduzierte Kolbengeschwindigkeit wird der Verschleiß des Triebwerks reduziert. Geräuschkulisse und Kraftstoffverbrauch können so ebenfalls gesenkt werden, jedoch sinkt eventuell die in der Ebene erreichbare Höchstgeschwindigkeit, während sie bergab erheblich zulegen kann, aber bergauf zum zurückschalten zwingt. 
Von Vorteil ist das einfache Einlegen per Schalter; jedoch wurde speziell von Kunden der Marken Opel und Ford die Bedienung als zu umständlich angesehen. Vor allem aber ermöglicht es den Herstellern, ohne großen Entwicklungsaufwand einen Schongang anzubieten. Der Schalter befand sich an der Lenksäule oder im Schalthebel.
Bei amerikanischen GM-Fahrzeugen hatte die Automatik zwischen „N“ und „D“ die Schaltposition „O“. Diese sollte statt „D“ benutzt werden, wenn das Fahrzeug keine schweren Anhänger zieht und kein ständiger Lastwechsel stattfindet. In dieser Schalterstellung wird der Overdrive ab einer Geschwindigkeit von ca. 70 km/h bzw. 40 mph automatisch aktiviert, wenn kein hohes Drehmoment übertragen wird. Der Overdrive kann keine hohen Drehmomente übertragen. Er stellt einen öldruckverlustreduzierten fünften Gang eines Schaltgetriebes innerhalb des Automatikgetriebes dar. Dafür werden die Drehzahl an der Tachowelle beim Tempomat sowie das Vakuum vom Ansaugkrümmer mit einem Unterdruckschalter abgetastet, um den Zugmagneten des Overdrive bei Bedarf zuzuschalten. Die Schalterstellung „D“ deaktiviert diese Schaltung und damit den Overdrive. Gaspedal und Tempomat sind so ausgelegt, dass zwischen Standgas und unterer Teillast sehr präzise dosiert werden kann. Dabei wird der Overdrive nur dann abgeschaltet, wenn es nicht mehr vermeidbar ist. Mit dieser Funktion konnten die Smallblocks (Motorblöcke mit Zylinderbohrung um 100 mm (4")) bei Geschwindigkeiten zwischen 90 und 110 km/h unter einem Verbrauch von 11,5 l auf 100 km gehalten werden.

## Geschichte

### Entwicklung
In den 1950er und 1960er Jahren war der Laycock-Overdrive des Erfinders Edgar Joseph de Normanville (1884–1968) bei englischen Limousinen und Sportwagen relativ verbreitet als Bestelloption in der Leistungsklasse zwischen 60 und 150 PS. Die Standard-Vierganggetriebe ließen es oft nicht zu, einen fünften Gang einzubauen, jedoch war eine Absenkung der Drehzahlen bei Überlandfahrten in dem wachsenden Autobahnnetz und folglich höheren Reisegeschwindigkeiten immer mehr gewünscht. Eine Overdrive-Planetenstufe ließ sich an eine bestehende Getriebekonstruktion recht einfach anbauen: mit einem längeren Gehäuse am Kardanwellenflansch für die Planetenradstufe, mit einer etwas kürzeren Kardanwelle und einem elektrischen Schalter zur Betätigung der magnetventilgesteuerten und öldruckbetätigten Bandbremse des Planetenrings war der Overdrive recht preiswert zu bauen. Allerdings musste das maximale Drehmoment beachtet werden: in den unteren, „kräftigeren“ Gängen ist ein Overdrive mit den Haltekräften überfordert, daher lässt er sich nur im höchsten Gang bzw. nur im dritten und vierten Gang betätigen.

### Aktuell
Heutige Fahrzeuggetriebe haben in der Regel einen oder zwei länger übersetzte Gänge, so dass kein nachgeschaltetes Overdrive-Getriebe mehr erforderlich ist. In den 1950er und 1960er Jahren hingegen wurde das Overdrive-Getriebe insbesondere von Volvo und englischen Herstellern häufig verwendet. Opel bot es in den Modellen Kapitän, Rekord E1 und Commodore C kurzzeitig an. Ford bot es kurze Zeit im Taunus 17m (P2) an. Jedoch wurde diese Sonderausstattung wegen mangelnder Nachfrage immer wieder nach kurzer Zeit eingestellt, was an dem wirtschaftlich nicht zu rechtfertigenden Aufpreis lag.
Für das nachträgliche „Vollausstatten“ von Oldtimern ist das Nachrüsten eines zuvor fehlenden Overdrive noch immer üblich, wenn diese Sonderausstattung für den betreffenden Fahrzeugtyp verfügbar war.
Ein Overdrivegetriebe wurde serienmäßig ab 1982 in fast allen US-Fahrzeugen von GM angeboten, um den strengen amerikanischen Verbrauchsnormen zu entsprechen. Der Reiseverbrauch bei gemäßigtem Autobahntempo liegt dann um die 10 Liter/100 km, auf der Landstraße sind es 9 Liter, selbst im Winter im Stadtverkehr ist die 15-Liter-Marke kaum zu erreichen. Auch bei Ford erschien der Overdrive und wurde in den Modellen Lincoln Town Car, Mercury Grand Marquis, Ford Crown Victoria (verkauft bis 2007, ab dann nur noch als Flottenfahrzeug), sowie natürlich von GM bis zuletzt im Cadillac DTS angeboten. Dabei ergänzte der Overdrive jeweils eine Viergangautomatik; alle genannten Modelle haben einen V-8-Motor und liefen im Jahr 2011 aus. GM baute auch mit dem 5,7-Liter-LT1 einen Motor mit sehr geringer Nenndrehzahl, der von 1994 bis 1996 in der Luxusklasse (Cadillac Fleetwood, Buick Roadmaster, Chevrolet Caprice Classic und Impala SS) angeboten wurde und bei 100 km/h nur 1.370/min hat; bei der abgeregelten Höchstgeschwindigkeit von 175 km/h sind es 2.400/min. 
Zuletzt bot GM noch ein Sechsgang-Getriebe mit Overdrive im bis 2019 gebauten Buick LaCrosse an. Es wurde als kostenlose Alternative zum „normalen“ Sechsgang-Getriebe angeboten und konnte nur mit e-Assist-Vierzylindermotoren bestellt werden.

## Hersteller und Lizenznehmer
Als bedeutender Hersteller ist Laycock zu nennen. Früher stellten die Adlerwerke entsprechende Getriebe unter Lizenz her.

## Ähnliche Konzepte
Ähnlich wie ein klassisches Overdrive-Getriebe funktioniert das in den 1990er Jahren von der Firma Cetoni entwickelte APA (Additional Powertrain Adjustment) Getriebe. Es handelt sich dabei um ein zweigängiges, synchronisiertes Zusatzgetriebe, das je nach Einbaurichtung als Untersetzungs- oder Übersetzungsgetriebe arbeitet. Die Schaltung funktioniert elektrohydraulisch und wird durch einen kleinen Schalter am Ganghebel bedient. Beim Einsatz des APA-Getriebes stehen doppelt so viele Schaltstufen wie beim serienmäßigen Schaltgetriebe zur Verfügung. Es kann in nahezu jedem hinterradgetriebenen und auch in vielen allradgetriebenen Fahrzeugen verwendet werden, um entweder die Höchstgeschwindigkeit oder die Zugkraft zu erhöhen.

## Begrifflichkeiten
In der DIN-Norm 70023 „Benennung der Kraftwageneinzelteile“ vom April 1954 sind u. a. folgende Getriebearten unter den Zusatzgetrieben aufgeführt: „Bergganggetriebe“, „Sparganggetriebe“ und „Schonganggetriebe“ (nicht „Schnellganggetriebe“). Im zugehörigen Beiblatt vom April 1958 finden sich folgende englische Übersetzungen: „overdrive“ für Spargang- und Schonganggetriebe sowie „hill gear“ für das Bergganggetriebe.
Heute wird der Begriff Overdrive in Fahrzeugtests sowie Produktbeschreibungen häufig für sehr lang übersetzte Gänge verwendet. Ebenso ist die Verwendung für Gänge gebräuchlich, die nicht ins Langsame, sondern ins Schnelle übersetzt sind.